# Avenue D'Estimauville
L'avenue D'Estimauville est une artère d'orientation nord-sud située à Québec.

## Situation et accès
L'avenue est située à la rencontre de deux arrondissements de la ville. Sa portion nord est située à Beauport tandis que sa portion sud se trouve dans La Cité-Limoilou.
D'une distance de 2,2 km, l'avenue est perpendiculaire à deux autoroutes qu'elle relie : l'autoroute Félix-Leclerc (40) et l'autoroute Dufferin-Montmorency (440). Au-delà l'autoroute Félix-Leclerc au nord, l'avenue se poursuit en avançant vers l'ouest sous différents noms : chemin du Petit-Village, rue de Nemours, 46e Rue Est, 46e Rue Ouest, 7e Avenue Ouest puis 52e Rue Ouest.

## Origine du nom
Le nom rend hommage à Jean-Baptiste-Philippe-Charles d'Estimauville, grand voyer du district de Québec entre 1809 et 1823. L'avenue d'Estimauville a été nommée en son honneur en 1917 dans la ville de Québec et en 1967 dans sa partie dans l'ancienne ville de Giffard.

## Historique

### Avant leXXIesiècle
La portion nord de l'avenue est ouverte au milieu du XIXe siècle sous le nom de « route de l'Asile », en référence à l'Asile des aliénés de Québec pour donner accès à l'Asile, installée dès 1845. Le secteur était principalement agricole.

La portion au sud du chemin de la Canardière apparaît pour la première fois sur une carte de 1913, sans nom. Les Galeries de la Canardière, second centre commercial ouvert à Québec après Place Sainte-Foy, s'installent à l'angle du chemin de la Canardière en 1960.
Dans sa portion sud, l'avenue portait initialement le nom de « route De Salaberry ». Elle était nommée en mémoire de l'officier Charles-Michel d'Irumberry de Salaberry, héros de la guerre anglo-américaine de 1812 né à Beauport. 
Elle est renommée « rue d'Estimauville » le 16 août 1943. La portion sud adopte à son tour ce toponyme le 10 avril 1967. 

### Écoquartier et densification

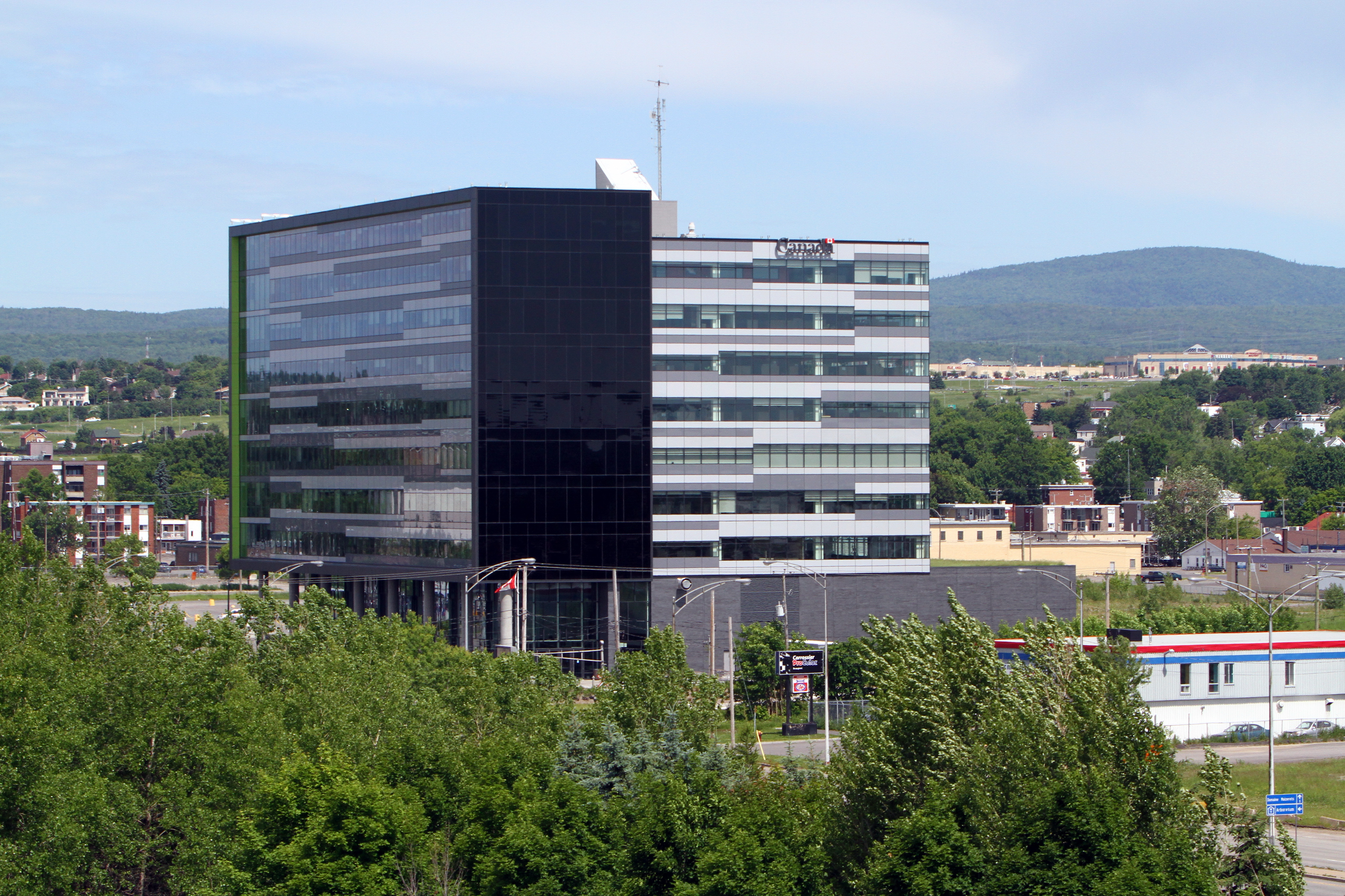
Le 1550 avenue D'Estimauville est le premier immeuble construit dans le cadre du projet de densification de l'avenue en 2011.

Une densification de l'artère est planifiée au tournant des années 2010. Jusque là, l'avenue comptait de nombreux stationnements et quelques terres agricoles. Un projet d'écoquartier est piloté par l'administration municipale sous Régis Labeaume. Le 18 février 2013, la Ville de Québec adopte un programme particulier d’urbanisme pour le secteur. Le gouvernement du Canada y construit deux immeubles (2011, 2015). Un nouveau siège social pour la Commission des normes, de l'équité, de la santé et de la sécurité du travail est ouvert sur l'avenue en 2021. Des édifices de logement locatif voient le jour sur l'avenue ou à proximité durant cette même période. Entre 2018 et 2022, la société biopharmaceutique Medicago construit un complexe de recherche et de production de 44 000 m2 au nord de l'avenue.

## Bâtiments remarquables et lieux de mémoire
Du sud au nord :
- Arboretum du Domaine de Maizerets
- 1550 : Bureau de Québec de Transports Canada
- 1600 : Siège social de la CNESST
- Terminus Beauport du Réseau de transport de la Capitale
- 2300 : Medicago, complexe biopharmaceutique
- 2301 : Centre de recherche CERVO
- 2400 : Pavillon Arthur-Vallée